# Renan Luce
Renan Luce (París, 5 de març de 1980) és un cantautor francès. El seu estil està entre el folk, el rock acústic i l'indie rock, fortament influenciat per Georges Brassens.

## Biografia
Renan Luce neix a París el 5 de març de 1980, però passa la seva infància i joventut a Plourin-lès-Morlaix, a la regió de Bretanya. De petit s'introduí al món de la música prenent part d'una coral i aprenent piano clàssic, el qual canvià pel saxòfon i la guitarra, amb la que ja començà a compondre les seves pròpies cançons.
Després de dos anys de classes preparatòries al Lycée Saint-Vincent de Rennes, fou admès a Toulouse Business School des d'on, després de tres anys, marxà cap a París, on decidiria dedicar-se exclusivament a la música tot realitzant diferents actuacions per teatres de la capital francesa i signant un contracte discogràfic amb el segell Barclay. Molts festivals li donaren l'oportunitat de donar-se a conèixer i li permeteren convertir-se en el teloner d'altres cantants i grups com Bénabar, Maxime Le Forestier, Clarika, Jeanne Cherhal o Thomas Fersen.
El 31 de juliol de 2009 es va casar amb Lolita Séchan, filla del cantant Renaud.

## Discografia
El seu primer àlbum, titulat Repenti, produït per Jean-Louis Pierot, fou llançat al setembre de 2006, certificat de platí al desembre de 2007 amb més de 250 mil còpies venudes. Cap a abril del 2008, l'àlbum superà el mig milió de còpies, així com el disc d'or a Bèlgica. També el 2008 rep dues Victoires de la Musique a les categories "Àlbum de l'any" i "Revelació de l'any en escena".
L'octubre del 2009 publicà el seu segon àlbum, titulat Le Clan Des Miros.